# Slieve Donard
Pour les articles homonymes, voir Donard.
Le Slieve Donard est le point culminant de l'Irlande du Nord avec 850 mètres. Il est situé près de Newcastle, au comté de Down, à trois kilomètres de la mer. Il fait partie des montagnes de Mourne. Son nom viendrait de l'irlandais Sliabh Domengard signifiant montagne de Donard, d'après St. Donard, sympathisant de Saint Patrick et saint patron de la ville de Maghera. La montagne est facile à monter, et du sommet l'on peut voir Belfast au loin.